# Katar na Letnich Igrzyskach Olimpijskich 2020
Katar na Letnich Igrzyskach Olimpijskich 2020 reprezentowało 15 zawodników : 13 mężczyzn i 2 kobiety. Był to 10 start reprezentacji Kataru na letnich igrzyskach olimpijskich.

## Zdobyte medale[3]
| Medal | Zawodnik                      | Dyscyplina           | Konkurencja                 | Rezultat                                                                 | Data       |
| ----- | ----------------------------- | -------------------- | --------------------------- | ------------------------------------------------------------------------ | ---------- |
| Złoto | Fares Ibrahim                 | Podnoszenie cieżąrów | kategoria do 96 kg mężczyzn | 402 kg                                                                   | 31 lipca   |
| Złoto | Mutazz Isa Barszim            | Lekkoatletyka        | skok wzwyż mężczyzn         | 2,37 m                                                                   | 1 sierpnia |
| Brąz  | Cherif Younousse, Ahmed Tijan | Siatkówka plażowa    | turniej mężczyzn            | W pojedynku o brązowy medal pokonali reprezentantów Łotwy Pļaviņš / Točs | 7 sierpnia |

## Skład kadry

### Judo
| Zawodnik         | Konkurencja | 1/16                | 1/8                 | Ćwierćfinał         | Półfinał            | Repasaże            | Finał / 3.miejsce   | Finał / 3.miejsce | Źródła |
| Zawodnik         | Konkurencja | Przeciwniczka Wynik | Przeciwniczka Wynik | Przeciwniczka Wynik | Przeciwniczka Wynik | Przeciwniczka Wynik | Przeciwniczka Wynik | Pozycja           | Źródła |
| ---------------- | ----------- | ------------------- | ------------------- | ------------------- | ------------------- | ------------------- | ------------------- | ----------------- | ------ |
| Ayoub El-Idrissi | -66 kg (m)  | Mińkou P 00-10      | NQ                  | NQ                  | NQ                  | NQ                  | NQ                  | 17.               | [ 4 ]  |

### Lekkoatletyka
Konkurencje biegowe
| Zawodnik                 | Konkurencja            | Eliminacje | Eliminacje | Runda 1 | Runda 1 | Półfinał | Półfinał | Finał | Finał   | Źródło |
| Zawodnik                 | Konkurencja            | Wynik      | Miejsce    | Wynik   | Miejsce | Wynik    | Miejsce  | Wynik | Miejsce | Źródło |
| ------------------------ | ---------------------- | ---------- | ---------- | ------- | ------- | -------- | -------- | ----- | ------- | ------ |
| Femi Ogunode             | 100 m (m)              | N/A        | N/A        | 10,02   | 2.      | 10,17    | 8.       | NQ    | NQ      | [ 5 ]  |
| Femi Ogunode             | 200 m (m)              | N/A        | N/A        | 20,37   | 1.      | 20,34    | 5.       | NQ    | NQ      | [ 6 ]  |
| Abubaker Haydar Abdalla  | 800 m (m)              | N/A        | N/A        | 1:47,45 | 6.      | NQ       | NQ       | NQ    | NQ      | [ 7 ]  |
| Adam Ali Musab           | 1500 m (m)             | N/A        | N/A        | 3:42,55 | 15.     | NQ       | NQ       | NQ    | NQ      | [ 8 ]  |
| Abdirahman Saeed Hassan  | 1500 m (m)             | N/A        | N/A        | DNF     | DNF     | NQ       | NQ       | NQ    | NQ      | [ 8 ]  |
| Abderrahaman Samba       | 400 m przez płotki (m) | N/A        | N/A        | 48,38   | 1.      | 47,47    | 2.       | 47,12 | 5.      | [ 9 ]  |
| Bashair Obaid Al Manwari | 100 m (k)              | 13,12      | 6.         | NQ      | NQ      | NQ       | NQ       | NQ    | NQ      | [ 10 ] |

Konkurencje techniczne
| Zawodnik              | Konkurencja     | Kwalifikacje | Kwalifikacje | Finał | Finał   | Źródło |
| Zawodnik              | Konkurencja     | Wynik        | Miejsce      | Wynik | Miejsce | Źródło |
| --------------------- | --------------- | ------------ | ------------ | ----- | ------- | ------ |
| Ashraf Amgad El-Seify | rzut młotem (m) | 71,84        | 26.          | NQ    | NQ      | [ 11 ] |
| Mutazz Isa Barszim    | skok wzwyż (m)  | 2,28         | 1.           | 2,37  | złoto   | [ 12 ] |

### Pływanie
| Zawodnik             | Konkurencja          | Eliminacje | Eliminacje | Półfinał | Półfinał | Finał | Finał   | Źródło |
| Zawodnik             | Konkurencja          | Czas       | Miejsce    | Czas     | Miejsce  | Czas  | Miejsce | Źródło |
| -------------------- | -------------------- | ---------- | ---------- | -------- | -------- | ----- | ------- | ------ |
| Abdulaziz Al-Obaidly | 200 m klasycznym (m) | 2:23,22    | 39.        | NQ       | NQ       | NQ    | NQ      | [ 13 ] |
| Nada Arkaji          | 50 m dowolnym (k)    | DNS        | DNS        | NQ       | NQ       | NQ    | NQ      | [ 14 ] |

### Podnoszenie ciężarów
| Zawodnik      | Konkurencja     | Rwanie | Rwanie  | Podrzut | Podrzut | Razem  | Pozycja | Źródło |
| Zawodnik      | Konkurencja     | Wynik  | Pozycja | Wynik   | Pozycja | Razem  | Pozycja | Źródło |
| ------------- | --------------- | ------ | ------- | ------- | ------- | ------ | ------- | ------ |
| Fares Ibrahim | -96 kg mężczyzn | 177 kg | 4.      | 225 kg  | 1.      | 402 kg | złoto   | [ 15 ] |

### Siatkówka plażowa
| Zawodnik                     | Konkurencja | Faza grupowa                       | Faza grupowa                       | Faza grupowa                  | Pozycja | Play-off         | 1/8                                         | Ćwierćfinały                    | Półfinały                                  | Finał                           | Finał   | Źródło |
| Zawodnik                     | Konkurencja | Przeciwnik Wynik                   | Przeciwnik Wynik                   | Przeciwnik Wynik              | Pozycja | Przeciwnik Wynik | Przeciwnik Wynik                            | Przeciwnik Wynik                | Przeciwnik Wynik                           | Przeciwnik Wynik                | Pozycja | Źródło |
| ---------------------------- | ----------- | ---------------------------------- | ---------------------------------- | ----------------------------- | ------- | ---------------- | ------------------------------------------- | ------------------------------- | ------------------------------------------ | ------------------------------- | ------- | ------ |
| Cherif Younousse Ahmed Tijan | mężczyźni   | Heidrich Gerson 2:0 (21:17, 21:16) | Carambula Rossi 2:0 (24:22, 21:13) | Gibb Bourne 2:0 (21:18,21:17) | 1.      | N/A              | Lucena Dalhausser 2:1 (14:21, 21:19, 15:11) | Nicolai Lupo 2:0 (21:17, 23:21) | Krasilnikow Stojanowski 0:2 (19:21, 17:21) | Pļaviņš Točs 2:0 (21:12, 21:18) | brąz    | [ 16 ] |

### Strzelectwo
| Zawodnik            | Konkurencja | Kwalifikacje | Kwalifikacje | Finał | Finał   | Źródło |
| Zawodnik            | Konkurencja | Wynik        | Pozycja      | Wynik | Pozycja | Źródło |
| ------------------- | ----------- | ------------ | ------------ | ----- | ------- | ------ |
| Mohammed Al-Rumaihi | trap (m)    | 121          | 13.          | NQ    | NQ      | [ 17 ] |

### Wioślarstwo
| Zawodnik      | Konkurencja | Eliminacje | Eliminacje | Repasaż | Repasaż | Ćwierćfinały | Ćwierćfinały | Półfinały | Półfinały       | Finał   | Finał      | Miejsce | Źródło |
| Zawodnik      | Konkurencja | Czas       | M.         | Czas    | M.      | Czas         | M.           | Czas      | M.              | Czas    | M.         | Miejsce | Źródło |
| ------------- | ----------- | ---------- | ---------- | ------- | ------- | ------------ | ------------ | --------- | --------------- | ------- | ---------- | ------- | ------ |
| Tala Abujbara | W1x         | 8:06,29    | 5.         | 8:16,88 | 3.      | N/A          | N/A          | 8:24,24   | 1. Półfinał E/F | 8:00,22 | 1. Finał E | 25.     | [ 18 ] |